# Kopia mistrza
Kopia mistrza (ang. Copying Beethoven) – niemiecko-brytyjsko-węgierski film muzyczny z 2006 roku w reżyserii Agnieszki Holland.

## Opis fabuły
Film opowiada o losach młodej, dwudziestotrzyletniej Anny Holtz, studiującej kompozycje na początku XIX wieku (postać fikcyjna). W celu nauki zostaje przysłana jako kopistka do Ludwiga van Beethovena. Ten okazuje się być samotnym, samolubnym i bardzo specyficznym człowiekiem. Jednakże zaczynają pracować razem. Pokazane jest życie Anny, problemy Beethovena z jego siostrzeńcem, genialność wielkiej muzyki.

## Obsada
- Diane Kruger – Anna Holtz
- Ed Harris – Ludwig van Beethoven
- Bill Stewart – Rudy
- Angus Barnett(inne języki) – Krenski
- Ralph Riach(inne języki) – Wenzel Schlemmer
- Viktoria Dihen(inne języki) – Magda
- Phyllida Law – Matka Canisius
- Joe Anderson – Karl van Beethoven
- Matthew Goode – Martin Bauer
- Matyelok Gibbs(inne języki) – Starsza kobieta

i inni

## Produkcja
Zdjęcia plenerowe kręcono na terenie Węgier (Budapeszt, Kecskemét, Sopron).